# Elias Uzamukunda
Elias Uzamukunda (Kigali, Ruanda, 15. svibnja 1991.) je ruandski nogometaš i nacionalni reprezentativac koji trenutno nastupa za francuski Andrézieux. Igra na poziciji napadača a u svojoj domovini Ruandi je poznat pod nadimkom Beba.

## Karijera

### Klupska karijera
Elias je 2009. privukao na sebe interes skauta francuskog Nantesa tijekom afričkog U20 prvenstva. Ubrzo je otišao u klub na probu te je igrao za rezervni sastav ali u konačnici nije potpisao ugovor za Nantes.
Vrativši se u domovinu igrao je za APR te je u siječnju 2010. ponovo otišao na probu u Francusku, u AS Cannes. Tamo se uspio dokazati te je isti mjesec potpisao s klubom.
Uzamukunda je za Cannes debitirao 7. svibnja 2010. u prvenstvenoj utakmici protiv Troyesa gdje je ušao u igru kao zamjena. 9. studenog iste godine je zabio i prvi pogodak za klub protiv Créteila. To je ujedno bio i pobjednički gol za konačnih 1:0.

### Reprezentativna karijera
Igrač je uz nastupe za seniore igrao i za U20 reprezentaciju na kontinentalnom juniorskom prvenstvu 2009.
Za A sastav je debitirao već 2006. na CECAFA Cupu protiv Tanzanije u četvrtfinalu. Tada je u svojem reprezentativnom debiju zabio gol za 2:1. Nakon toga, igrač je s Ruandom nastupao u kvalifikacijama za SP 2010. u Južnoj Africi na koje se reprezentacija nije uspjela kvalificirati.
Uzamukunda tijekom 2010. nije nastupao za nacionalnu vrstu iako je nekoliko puta bio pozivan u nju.

## Osvojeni trofeji
| Klub   | Trofej             | Godina    |
| Ruanda | Ruanda             | Ruanda    |
| ------ | ------------------ | --------- |
| APR    | Ruandsko prvenstvo | 2008./09. |
| APR    | Ruandski kup       | 2008.     |

## Vanjske poveznice
- Profil igrača[neaktivna poveznica]
- National Football Teams.com
- FIFA.com  Arhivirana inačica izvorne stranice od 11. studenoga 2012. (Wayback Machine)